# كاي تشنغ توم
كاي تشنغ توم (بالإنجليزية: Kai Cheng Thom)‏ (12 مارس 1991)؛ كاتِبة، شاعرة وروائية كندية.